# のりかえ券
のりかえ券（のりかえけん）とは、公共交通機関や、高速道路などの有料道路において、別の路線に乗り継ぐ際に発行される券のこと。乗り換え券、乗換券と表記する場合もあるほか、乗り継ぎ券、乗継券（のりつぎけん）と呼称する場合もある。

## 概要

### 日本

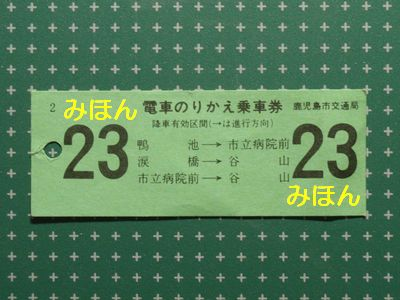
電車のりかえ乗車券
鹿児島市交通局（鹿児島市電）発行

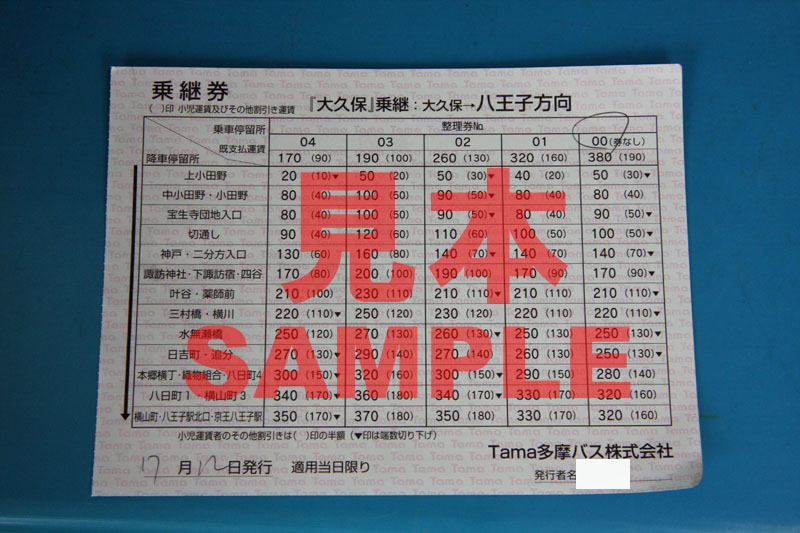
路線バスの乗継券
多摩バス（現：西東京バス）発行

日本の路面電車や路線バスなどでは、乗車時あるいは下車時に運賃を支払う乗り切り制を採用している。この制度を採用する場合、他の路線に乗り換える際は、最初の車内で乗車駅（もしくは電停、停留所。以下同じ）から乗り換え駅までの運賃を支払い、次の車内で乗り換え駅から目的駅までの運賃を支払う事になる。しかし運賃が初乗り区間基準か均一運賃の場合、このようにして乗り換えると、乗車駅から目的駅まで乗り換えずに直通で行く場合と比べて支払い運賃総額が割高になる事がある。
そこで、一部の事業者では乗車時もしくは降車時に乗り換えのための乗車券を発行し次に乗車する車両で運賃の代わりにのりかえ券を乗務員に渡す事で、単純な乗り切り制運賃に比べ実質的な割引運賃となる、もしくは一乗車分の運賃で済む制度を導入している。
ICカードを用いた乗車カードでは、降車後もカードに前回の乗車情報を記録し、カードに記録されている金額の減算処理を乗り継ぎ割引運賃で行うことが可能である。そのため乗車カードを使う場合は乗継割引時にのりかえ券を発行しないことが多い。一部の交通事業者では乗車カードを利用する場合に限り、乗り継ぎの際に割引運賃を適用する例がある。
また、日本の高速道路（特に都市高速道路）での均一料金路線では、いったん高速道路を降りて他の路線に移る場合に別料金となるため、公共交通機関と同様な理由で乗り継ぎ制度が設けられている。

#### 日本の高速道路

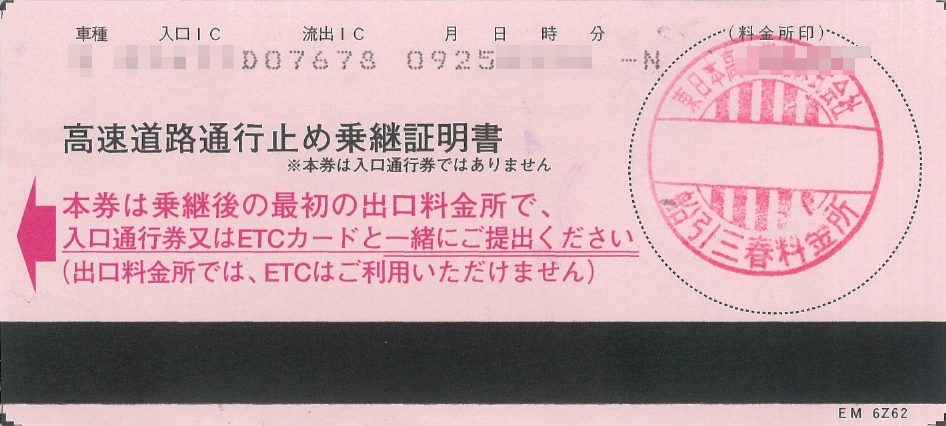
高速道路通行止め乗継証明書
東日本高速道路発行
災害や事故の発生時に発券される。

阪神高速道路においては、阪神高速道路として連続していない、あるいは一般道路を経由したほうが近いルートなど、6ルートの乗り継ぎ制度を設定しており、乗継券を乗継出口の乗継券発券所または通行料金を支払う料金所（ルートにより異なる）で受け取り、一定時間内に乗継入口の料金所に出すと、1区間分の通行料金でそのまま両区間を利用できる。ただし別事業者が管理するハーバーハイウェイを経由するルートもあるが、該当区間の通行料金は別料金となる。
また首都高速道路では、2025年4月5日まで途中に無料区間である東京高速道路を挟む場合に、手前の乗継所で乗継券を受け取り、これを再流入時の料金所に出すことで、改めて料金を払うことなく乗り継ぎが可能となっていた。
暫定開業のために乗継制度が設定されることもあり、2011年11月19日から2013年11月23日まで名古屋高速道路の4号東海線で、一部が未開通なため一般道経由の乗り継ぎを実施していた。
さらに、工事などで高速道路の一部が通行止めとなる場合、均一制ではもちろんのこと、対距離制料金の高速道路でも長距離ほど距離単価が下がるため、いったん高速道路を降りると割高となる場合がある。そのため、通行止め区間手前の料金所で乗継券が発行され、再度乗った先で料金精算の際に提出することで、料金を調整する。
ETC利用車の場合、乗継料金もETCにより自動処理されるため、一部の例外を除き乗継券を受け取る必要はない。また、ETC車のみが乗継料金を適用できる例も名古屋高速道路、北九州高速道路などに存在する。

#### 公共交通機関での採用例

##### 鉄道とバスあるいは路面電車

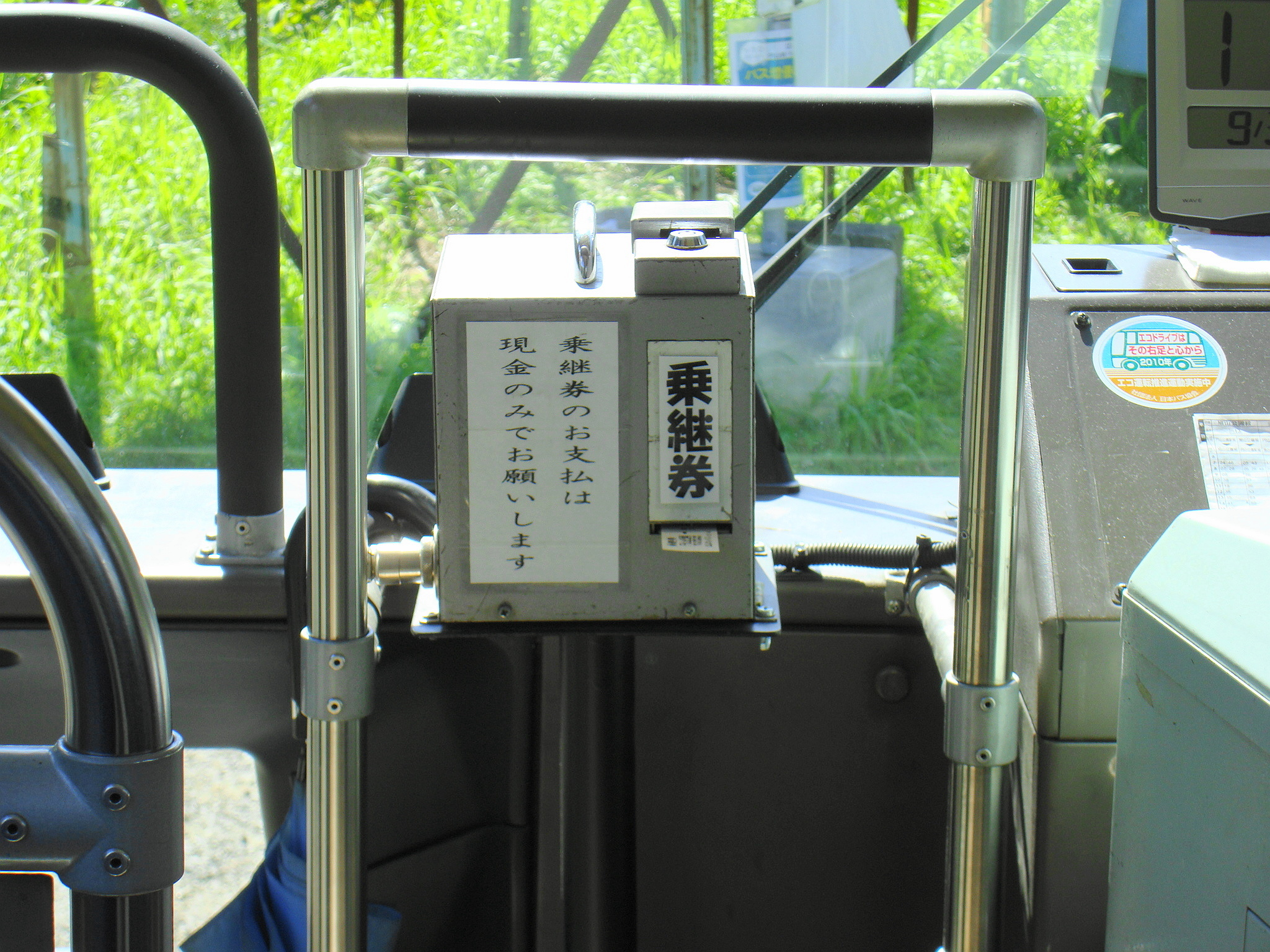
ばんけいバスの車両に装備される札幌市営地下鉄への乗継券発行機

- 札幌市交通局
- 仙台市交通局
- 京都市交通局
- Osaka Metro・大阪シティバス

##### 路面電車
- 函館市企業局交通部 - 十字街停留場で発行
- 富山地方鉄道 - 西町停留場で発行
- 阪堺電気軌道 - 住吉停留場・我孫子道停留場で発行
- 岡山電気軌道 - 柳川停留場で発行（のりかえ券を発券した場合は運賃100円区間でも140円が必要になる。）
- 広島電鉄 - 広電西広島（己斐）駅・土橋停留場・十日市町停留場・紙屋町停留場・本通停留場・八丁堀停留場・的場町停留場・日赤病院前停留場（下りのみ）・広電本社前停留場・皆実町六丁目停留場・宇品二丁目停留場で発行
- 伊予鉄道 - 本町六丁目停留場・松山駅前停留場・西堀端停留場・南堀端停留場・上一万停留場で発行
- とさでん交通 - 乗換券ははりまや橋停留場・デンテツターミナルビル前停留場で、乗継券は一条橋停留場・領石通停留場・田辺島通停留場・文珠通停留場・知寄町停留場・枡形停留場・鏡川橋停留場・朝倉停留場（いずれも終着となる場合）で発行
- 長崎電気軌道 - 新地中華街停留場で発行（同社ではのりつぎ券と称す。ただし乗継停留場は新地中華街のみ。）
- 熊本市交通局 - 辛島町停留場で発行
- 鹿児島市交通局 - 高見馬場停留場・郡元停留場で発行

##### 路線バス
- ジェイ・アール北海道バス (深名線幌加内にて、幌加内で運行が分断されているため)
- 函館バス（函館バス#乗り継ぎ参照）
- 弘南バス（土手町循環100円バスにおいて乗務員から弘前バスターミナルでの乗り換え案内があった場合のみ。ただし、土手町循環100円バスと城東環状100円バスとの乗り換えには適用されない[注 1]。）
- 秋田中央交通（旧秋田市交通局路線のみ）
- 岩手県交通（盛岡管内の一部:松園ゾーンバス・都南ゾーンバス-基幹バス）
- 東急バス（「渋72」のバスで、毎月28日の目黒不動尊縁日開催日と正月三が日に運休となる「林試の森入口～不動尊前間」を徒歩連絡する場合のみ）
東急バスでは、系統が廃止[注 2]される場合、利用者への暫定措置として特定期間、指定バス停で並行する路線に乗り継ぎできる「乗り継ぎ券」を発行していた。
- 西東京バス（同社では乗継券と称す。2006年の恩方営業所管内路線再編成より導入された。）
- 都営バス（PASMO・Suicaで都営バス間を乗り継ぐと、最初の乗車時（多摩地域は降車時）から2回目の運賃支払いが90分以内であれば、2回目の運賃が半額（大人106円、小児53円）になっていたが、2021年9月30日をもって終了した）
- 国際興業バス、西武バス（両社とも乗継券と称す。土支田循環の光が丘駅止まりのみ終点で後続の土支田循環に乗車したい時にのみ乗務員に申し出ると乗継券が貰え、乗継券で後続の土支田循環に乗車する事ができる（ただし東京都シルバーパスや定期券利用者は除く）。）
- 横浜市営バス（同局では乗り継ぎ乗車券と称す。池田、都筑ふれあいの丘・御影橋（徒歩連絡）、仲町台駅、十日市場、十日市場駅にて、一部系統で実施。路線再編により、平成20年3月導入。）
- 川崎市営バス（井田営業所で井田病院行へ、鷲ヶ峰営業所で聖マリアンナ医科大学行へ、およびその逆行程の乗り継ぎの場合に、申し出により一乗車となる扱いがある。また、西菅線の本線と支線を城下で乗り継ぐ場合には、乗り継ぐ前の車内で乗継券を半額で購入することが出来る扱いがある。）
- 神奈川中央交通（同社では乗り継ぎバス乗車証と称す。詳細は当該項目を参照。）
- 京都市営バス・京都バス（均一区間の市バスおよび京都バスにPiTaPa・ICOCAなどのICカード乗車券やトラフィカ京カードで乗車した場合に限り、最初のバス降車から次のバス降車まで90分以内なら2回目の運賃が90円（ICカード）または120円割引（京カード）となる）
- 大阪シティバス（PiTaPa・ICOCAなどのICカード乗車券や回数カードで乗車した場合に限り、最初のバス降車から次のバス降車まで90分以内なら運賃が合計大人210円、小児110円となる。全路線全区間で適用。）
- 南海バス（堺東駅前、堺駅前、深井駅、地下鉄新金岡駅前、西区役所前にて、一部系統で実施。いずれも路線再編における循環系統や長距離系統の運行分断によるもの。）
- 岡山県内ICカード乗車券Harecaカード取り扱いバス会社（岡電バス・下電バス・両備バス）30分以内に乗り継ぐ場合（行き先は何でも可。バス会社が違っても可。）に限り指定金額を割引。
- 高知西南交通（清水プラザパル前にて発券され中村駅～（大浜経由）足摺岬線と宿毛駅～清水プラザパル前線の乗り換えの際に使用可。通し運賃とはならず乗換えた便の運賃が100円引。運行系統の再編により直通便消滅によるもの。）[要出典]
- フェニックス号《高速バス》→西日本鉄道《グループ各社含む》（2011年の路線再編でフェニックス号の西鉄天神高速バスターミナルと博多バスターミナルの停車順序が入れ替わったことによる所要時間増加に対応するため、呉服町から天神までの乗継チケットが車内で配布されている。なお、逆および夜行便は対象外。）
- 那覇バス（同社では乗継券と称す。新川営業所で発券され、同営業所での乗り換えにのみ有効（ただし、系統番号12番、14番、15番、16番は対象外）。路線再編における循環系統の運行分断により導入。）

##### コミュニティバス
- 戸田市コミュニティバス『toco』
- 蕨市コミュニティバス『ぷらっとわらび』
- 鳩ヶ谷市循環バス『ミニは～と』
- 上尾市コミュニティバス『ぐるっとくん』
  - 上尾駅または北上尾駅のターミナル発着で、かつJR高崎線を跨いだ反対側のターミナルから発車する路線のみ有効。
- 台東区循環バスめぐりん
- 中央区コミュニティバス「江戸バス」
- 渋谷区コミュニティバス『ハチ公バス』
- 茅ヶ崎市コミュニティバス『えぼし号』
  - 茅ヶ崎駅南口で南湖方面から中海岸方面へおよび茅ヶ崎市立病院で各方面からの乗り継ぎに有効。
- 長野市地域循環バス『若里・更北ぐるりん号』『東北ぐるりん号』
  - 指定停留所で、ぐるりん号から川中島バス
    - 長電バス運行の一般路線バスに乗継ぐ際に有効。
- 知立市コミュニティバス『ミニバス』
- 四條畷市コミュニティバス
- 城陽さんさんバス
- 久御山町のってこバス
- 長岡京はっぴぃバス
  - 指定停留所から阪急バスへ乗り継ぐ際も有効（50円引）。ただし、障がい者割引適用時と、【90】JR長岡京～京阪淀駅系統を除く。
- 和泉市コミュニティバス『めぐ～る』
  - 山荘にて阪和線沿線ルートと山荘・和泉中央ルートを乗り継ぐ場合、和泉府中車庫前にて小田・和気ルートから阪和線沿線ルートに乗り継ぐ場合に発行される（和泉府中車庫前では、逆方向は直通運転のため発行されない）。
- 春日市コミュニティバス『やよい』
- 大野城市コミュニティバス『まどか号』
- 那珂川市コミュニティバス『かわせみ』